# Saint-Christophe-et-Niévès aux Jeux olympiques
Saint-Christophe-et-Niévès a participé pour la première fois aux Jeux olympiques en 1996 et a envoyé des athlètes à chaque Jeux d'été depuis 1996. Saint-Christophe-et-Niévès n'a jamais participé aux Jeux d'hiver.
Saint-Christophe-et-Nièvés n'a jamais gagné de médaille. Le pays a participé uniquement aux épreuves d'athlétisme.

## Tableau des médailles

### Médailles par jeux
| Atlanta 1996 | 0 | 0 | 0 |
| Sydney 2000  | 0 | 0 | 0 |
| Athènes 2004 | 0 | 0 | 0 |
| Beijing 2008 | 0 | 0 | 0 |
| Londres 2012 | 0 | 0 | 0 |
| Rio 2016     | 0 | 0 | 0 |